# 1971 na ciência

## Eventos
- 31 de janeiro - Projeto Apollo: Astronautas da Apollo 14 decolam para uma missão na lua.
- 5 de fevereiro - Projeto Apollo: Apollo 14 pousa na Lua.
- 9 de fevereiro - Projeto Apollo: Apollo 14 retorna à Terra depois do terceiro pouso humano na Lua.
- 19 de abril - A União Soviética lança o Saliut I.
- 19 de maio -  Marte: A sonda Marte 2 é lançada pela União Soviética.
- 28 de maio -  Marte: A sonda Marte 3 é lançada pela União Soviética.
- 30 de maio -  Marte: A sonda Mariner 9 é lançada pelos Estados Unidos.
- 6 de junho - Programa Soyuz: é lançado o Soyuz 11.
- 30 de junho - A tripulação da Soyuz 11 morre devido a uma fuga de ar através de uma válvula defeituosa.
- 26 de julho - Programa Apollo: Lançamento da Apollo 15. Em 31 de julho os astronautas da Apollo tornam-se os primeiros a viajar num Rover Lunar um dia após terem pousado na Lua.
- 2 de outubro - O engenheiro eletrônico Ray Tomlinson envia o primeiro e-mail.
- 3 de novembro - O UNIX Programmer's Manual é publicado.
- 13 de novembro - Programa Mariner: Mariner 9 entra na órbita de Marte.
- 15 de novembro - Intel lança o primeiro microprocessador do mundo, o Intel 4004.

## Nascimentos
| Data        | Nome                      | Profissão | Nacionalidade | Observações | Ref |
| ----------- | ------------------------- | --------- | ------------- | ----------- | --- |
| 27 de abril | Maria Manuel Dias da Mota | cientista | Portugal      |             |     |

## Mortes
| Data            | Nome                               | Profissão                      | Nacionalidade   | Observações                                                                     | Ref               |
| --------------- | ---------------------------------- | ------------------------------ | --------------- | ------------------------------------------------------------------------------- | ----------------- |
| 20 de janeiro   | Jan Arnoldus Schouten              | matemático                     | Países Baixos   | n. 1883                                                                         |                   |
| 25 de fevereiro | Theodor Svedberg                   | químico                        | Suécia          | n. 1884 Nobel da Química 1926                                                   | [ 1 ]             |
| 15 de março     | Iwar Beckman                       | geneticista                    | Suécia          | n. 1896                                                                         | [ 2 ]             |
| 23 de março     | Georg Wiarda                       | matemático e jogador de xadrez | Alemanha        | n. 1889                                                                         |                   |
| 12 de abril     | Igor Yevgenyevich Tamm             | físico                         | União Soviética | n. 1895 Nobel da Física 1958 Medalha de Ouro Lomonossov 1967 Prémio Stalin 1954 | [ 3 ] [ 4 ]       |
| 26 de maio      | Óscar Moreno                       | médico urologista              | Portugal        | n. 1878                                                                         |                   |
| 3 de junho      | Heinz Hopf                         | matemático                     | Alemanha        | n. 1894 Medalha Lobachevsky 1969                                                | [ 5 ]             |
| 4 de junho      | Gyorgy Lukacs                      | filósofo                       | Hungria         | n. 1885                                                                         |                   |
| 6 de junho      | Edward Andrade                     | físico e escritor              | Reino Unido     | n. 1887                                                                         |                   |
| 15 de junho     | Wendell Meredith Stanley           | químico                        | Estados Unidos  | n. 1904                                                                         |                   |
| 18 de junho     | Paul Karrer                        | químico                        | Suíça           | n. 1889 Nobel da Química 1937                                                   | [ 1 ]             |
| 30 de junho     | Viktor Patsayev                    | cosmonauta                     | União Soviética | n. 1933                                                                         |                   |
| 30 de junho     | Georgi Dobrovolski                 | cosmonauta                     | União Soviética | n. 1928                                                                         |                   |
| 30 de junho     | Vladislav Volkov                   | cosmonauta                     | União Soviética | n. 1935                                                                         |                   |
| 1 de julho      | William Lawrence Bragg             | físico                         | Austrália       | n. 1890 Nobel da Física 1915 Medalha Hughes 1931 Medalha Real 1946              | [ 3 ] [ 6 ] [ 7 ] |
| 15 de julho     | Wendell Meredith Stanley           | bioquímico e virulogista       | Estados Unidos  | n. 1904 Nobel da Química 1946                                                   | [ 1 ]             |
| 21 de julho     | Yrjö Väisälä                       | físico                         | Finlândia       | n. 1891                                                                         |                   |
| 21 de setembro  | Bernardo Houssay                   | fisiologísta                   | Argentina       | n. 1887 Nobel de Fisiologia ou Medicina 1947                                    | [ 8 ]             |
| 29 de outubro   | Arne Wilhelm Kaurin Tiselius       | químico                        | Suécia          | m. 1902 Nobel da Química 1948                                                   | [ 1 ]             |
| 12 de dezembro  | Nikolai Alexandrovitch Kudryavtsev | petrologista                   | União Soviética | n. 1893                                                                         |                   |
| 15 de dezembro  | Paul Pierre Lévy                   | matemático                     | França          | n. 1886                                                                         |                   |
| ??              | Raymond Garcin                     | neurologista                   | França          | n. 1897                                                                         |                   |

## Prémios

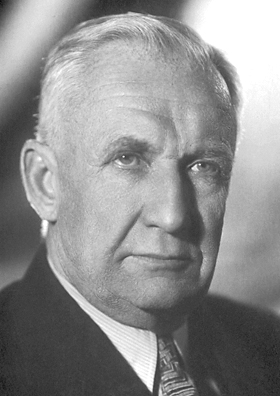
Igor Yevgenyevich Tammt
(1895 - 1971)

### Medalha Bigsby
- Frederick John Vine[9]

### Medalha Bruce
- Jesse Greenstein[10]

### Medalha Copley
- Norman Pirie[11]

### Medalha Davy
- George Porter[12]

### Medalha Edison IEEE
- John Wistar Simpson[13]

### Medalha Guy de bronze
- D.J. Bartholomew[14]

### Medalha Hughes
- Robert Hanbury Brown[6]

### Medalha Real
- Percy Edward Kent,[15] Max Perutz[15] e Gerhard Herzberg[15]

### Prémio Nobel
- Física - Dennis Gabor.[3]
- Química - Gerhard Herzberg.[1]
- Medicina - Earl Sutherland.[8]